# Dolegna del Collio

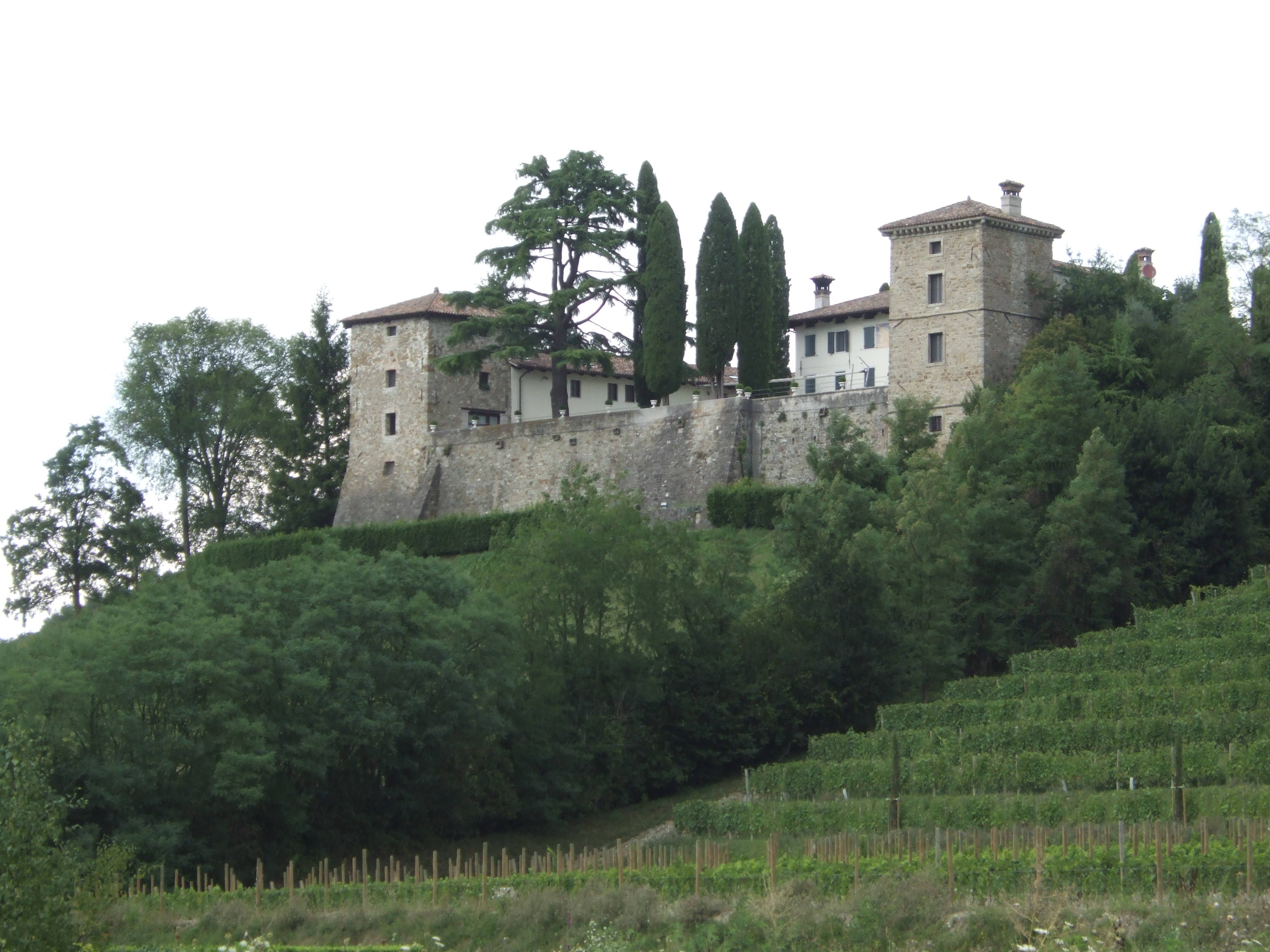
Das Castello Trussio in Dolegna del Collio

Dolegna del Collio (im furlanischen Dialekt: Dolegne dal Cuei oder Dolegna dal Cuei; slowenisch: Dolenje) ist eine nordostitalienische Gemeinde (comune) mit 1516 Einwohnern (Stand 31. Dezember 2023) in der Region Friaul-Julisch Venetien. Die Gemeinde liegt etwa 15 Kilometer nordwestlich von Gorizia, gehört zur Comunità Montana del Torre, Natisone e Collio und grenzt unmittelbar an die slowenische Gemeinde Brda (ital. Collio).
In Mernico entstand im 15. Jahrhundert mit der Handschrift von Castelmonte eines der frühesten schriftlichen Zeugnisse der slowenischen Sprache.

## Fraktionen
| Italienisch     | Alternativname | Slowenisch |
| --------------- | -------------- | ---------- |
| Mernico         | Mernicco       | Mirnik     |
| Restocina       |                | Raztočno   |
| Ruttars Cavezzo |                | Rutarje    |
| Scriò           |                | Škrljevo   |
| Vencò           |                | Jenkovo    |